# 入江教夫
入江 教夫（いりえ のりお、1951年11月18日 - ）は日本の実業家。武蔵大学人文学部卒業。オリエンタルランド特別顧問。

## 略歴
- 1975年4月 オリエンタルランド入社
- 1999年6月 同社経営企画本部経営企画室長
- 2003年5月 同社商品本部長
- 2003年6月 同社取締役商品本部長
- 2005年5月 同社取締役執行役員商品本部長
- 2007年4月 同社取締役常務執行役員商品本部長
- 2009年4月 同社取締役専務執行役員
- 2010年4月 同社取締役専務執行役員人事本部長
- 2013年4月 同社取締役副社長執行役員テーマパーク統括本部副本部長・営業本部長
- 2013年10月 同社取締役副社長執行役員営業本部長
- 2014年4月 同社取締役副社長執行役員マーケティング本部長当社取締役副社長執行役員